# قائمة سفراء المملكة المتحدة لدى اليمن
سفير المملكة المتحدة لدى الجمهورية اليمنية هو الممثل الدبلوماسي الأول للمملكة المتحدة في اليمن، ورئيس البعثة الدبلوماسية للمملكة المتحدة في صنعاء.
تم تعليق العمليات في السفارة البريطانية في صنعاء مؤقتًا في 11 فبراير 2015 بسبب تدهور الوضع الأمني الذي سبق الحرب الأهلية اليمنية. يقيم السفير وفريقه حالياً في المملكة العربية السعودية والأردن.

## سفراء

### السفراء لدىجمهورية اليمن الديمقراطية الشعبية(اليمن الجنوبي)
- 1970 – 1972: آرثر كيلاس[2]
- 1972 – 1975: جرانفيل راميدج [3]
- 1975 – 1983: لا يوجد سفير

القائم بالأعمال:
- 1979 – 1980: كولن داير
- 1983 – 1985: بيتر كيجان ويليامز [4]
- 1986 – 1989: آرثر مارشال [5]
- 1989 – 1990: دوجلاس جوردون [6]

### السفراء لدىالجمهورية العربية اليمنية(اليمن الشمالي)
- 1971 – 1973: مايكل إيدز [7]
- 1973 – 1976: ديريك كاردن [8]
- 1977 – 1978: بنيامين ستراكان [9]
- 1979 – 1984: جوليان والكر [10]
- 1984 – 1987: ديفيد تاثام [11]
- 1987 – 1990: مارك مارشال [12]

### السفراء لدى الجمهورية اليمنية
- 1990 – 1993: مارك مارشال [13]
- 1993 – 1995: دوجلاس جوردون [6]
- 1995 – 1997: دوغلاس سكرافتون[14]
- 1997 – 2001: فيكتور هندرسون[15]
- 2001 – 2004: فرانسيس قاي[16]
- 2004 – 2007: ميخائيل غيفورد [17]
- 2007 – 2010: تيموثي تورلوت[18]
- 2010 – 2011: جوناثان ويلكس[19]
- 2012 – 2013: نيكولاس هوبتون[20]
- 2013 – 2015: جين ماريوت [20]
- 2015 – 2017: إدموند فيتون براون [21]
- 2017 – 2018: سايمون شيركليف[22]
- 2018 – 2021: ميخائيل آرون [23]
- 2021 – إلى الآن: ريتشارد أوبنهايم[24]

## روابط خارجية
- المملكة المتحدة واليمن، gov.uk